# Коберн, Джеймс (актёр)
Джеймс Ха́ррисон Ко́берн-мла́дший (англ. James Harrison Coburn, Jr.; 31 августа 1928 — 18 ноября 2002) — американский актёр, снявшийся более чем в семидесяти фильмах и около сотни телевизионных постановок. В 1999 году стал лауреатом премии «Оскар» за роль второго плана в фильме «Скорбь».

## Биография
Джеймс Коберн — сын механика Джеймса Харрисона Коберна-старшего и Майлет Коберн (в девичестве Джонсон). Его дед и бабка по материнской линии были выходцами из Швеции. Коберн рос в городе Комптоне (Калифорния).
Он переехал в Нью-Йорк в середине 1950-х годов, чтобы изучать актёрское мастерство со Стеллой Адлер. Как актёр он дебютировал на сцене театра La Jolla Playhouse в Сан-Диего. После нескольких эпизодических ролей в телесериалах он появился в большом кино — в вестерне «Одинокий всадник» (1959). В том же году он впервые женился — на Беверли Келли, у супругов было двое детей: Джеймс Харрисон Коберн IV (род. 1961) и Лиза (род. 1967).
Большую известность получили вестерн «Великолепная семёрка» (1960) и боевик о Второй мировой войне «Большой побег» (1963). В обоих фильмах, поставленных режиссёром Джоном Стерджесом, Коберн сыграл со своими друзьями Стивом Маккуином и Чарльзом Бронсоном, а в «Великолепной семёрке» — ещё и с Робертом Воном, которого знал с колледжа. В 1965 году он снялся в вестерне Сэма Пекинпы «Майор Данди», а позже он снимется ещё в двух фильмах этого режиссёра.
В фильмах «Наш человек Флинт» (1966) и «Двойник Флинта» (1967) Коберн сыграл секретного агента, спародировав роль Шона Коннери в киносериале о Джеймсе Бонде. В конце шестидесятых актёр снимался не так часто, увлекшись учением дзэн, тибетским буддизмом и восточными боевыми искусствами, которым его обучал Брюс Ли.
В 1971 году Коберн сыграл ирландского революционера в фильме Серджо Леоне «За пригоршню динамита». В этом вестерне о Мексиканской революции его партнёром был Род Стайгер.
В 1970-х годах вышло ещё два фильма Сэма Пекинпы с участием Коберна: вестерн «Пэт Гэрретт и Билли Кид» (1973) и драма о Второй мировой войне «Железный крест» (1977). Коберн и Пекинпа оставались друзьями вплоть до смерти режиссёра в 1984 году. В 1979 году актёр развёлся с первой женой.
Из-за того, что Коберн заболел ревматоидным артритом, он не часто появлялся на экране в 1980-х, в это время он записывал песни с британской певицей Линси де Пол и иногда появлялся в телесериалах. В 1990-х он вернулся к активной киноработе, снова играя в вестернах и боевиках, а в 1993 году женился второй раз — на актрисе Поле О’Хара. За роль в драме 1997 года «Скорбь» Коберн впервые стал обладателем премии «Оскар» (до этого ни разу не номинировался на Оскара).
Джеймс Коберн скончался 18 ноября 2002 года в возрасте 74 лет от инфаркта миокарда.

## Избранная фильмография
| Год  |    | Русское название                 | Оригинальное название           | Роль                           |
| ---- | -- | -------------------------------- | ------------------------------- | ------------------------------ |
| 1959 | ф  | Скачущий в одиночку              | Ride Lonesome                   | Уит                            |
| 1960 | ф  | Великолепная семёрка             | The Magnificent Seven           | Бритт                          |
| 1963 | ф  | Большой побег                    | The Great Escape                | Луис Сэджвик                   |
| 1963 | ф  | Шарада                           | Charade                         | Тэкс Пэнтхоллоу                |
| 1964 | ф  | Американизация Эмили             | The Americanization of Emily    | капитан-лейтенант Пол Каммингс |
| 1965 | ф  | Майор Данди                      | Major Dundee                    | Сэмюэл Поттс                   |
| 1966 | ф  | Смертельный жар на карусели      | Dead Heat on a Merry-Go-Round   | Илай Котч                      |
| 1967 | ф  | Психоаналитик президента         | The President's Analyst         | доктор Сидни Шефер             |
| 1968 | ф  | Сладкоежка                       | Candy                           | доктор А. Б. Кранкхайт         |
| 1969 | ф  | Трудный контракт                 | Hard Contract                   | Джон Каннингем                 |
| 1970 | ф  | Последняя лихая штучка из Мобила | Last of the Mobile Hot Shots    | Джеб                           |
| 1971 | ф  | За пригоршню динамита            | Giù la testa                    | Джон Х. Мэллори                |
| 1972 | ф  | Методы доктора Кэри              | The Carey Treatment             | доктор Питер Кэри              |
| 1973 | ф  | Пэт Гэрретт и Билли Кид          | Pat Garrett and Billy the Kid   | Пэт Гэрретт                    |
| 1973 | ф  | Гарри-карманник                  | Harry in Your Pocket            | Гарри                          |
| 1973 | ф  | Последний круиз на яхте «Шейла»  | The Last of Sheila              | Клинтон                        |
| 1975 | ф  | Вкуси пулю                       | Bite the Bullet                 | Люк Мэттьюс                    |
| 1975 | ф  | Уличный боец                     | Hard Times                      | Спид                           |
| 1976 | ф  | Небесные наездники               | Sky Riders                      | Джим Маккейб                   |
| 1977 | ф  | Железный крест                   | Cross of Iron                   | сержант Рольф Штайнер          |
| 1979 | ф  | Сила огня                        | Firepower                       | Фэнон                          |
| 1979 | ф  | Маппеты                          | The Muppet Movie                | хозяин кафе «Эль Слизо»        |
| 1979 | ф  | Золотая девушка                  | Goldengirl                      | Джек Драйден                   |
| 1980 | ф  | Балтиморская пуля                | The Baltimore Bullet            | Ник Кейси                      |
| 1981 | ф  | Большой риск                     | High Risk                       | Серрано                        |
| 1981 | ф  | Лукер                            | Looker                          | Джон Рестон                    |
| 1990 | ф  | Молодые стрелки 2                | Young Guns II                   | Джон Чизум                     |
| 1991 | ф  | Гудзонский ястреб                | Hudson Hawk                     | Джордж Кэплен                  |
| 1993 | ф  | Смертельное падение              | Deadfall                        | Майк Донан / Лу Донан          |
| 1993 | ф  | Действуй, сестра 2               | Sister Act 2: Back in the Habit | мистер Крисп                   |
| 1994 | ф  | Мэверик                          | Maverick                        | коммодор Дюваль                |
| 1996 | ф  | Стиратель                        | Eraser                          | шеф Артур Беллер               |
| 1996 | ф  | Чокнутый профессор               | The Nutty Professor             | Харлан Хартли                  |
| 1998 | ф  | Скорбь                           | Affliction                      | Глен Уайтхаус                  |
| 1999 | ф  | Расплата                         | Payback                         | Ферфакс                        |
| 2001 | мф | Корпорация монстров              | Monsters, Inc.                  | Генри Дж. Уотернуз III         |
| 2001 | ф  | Побег с Елисейских полей         | The Man from Elysian Fields     | писатель Олкотт                |
| 2002 | ф  | Снежные псы                      | Snow Dogs                       | Джеймс «Джек-гром» Джонсон     |

## Награды
- 1975 — премия Western Heritage Awards («Вкуси пулю»)
- 1999 — премия «Оскар» как лучшему актёру второго плана («Скорбь»)